# Alphington
Alphington – dzielnica w Exeter w Anglii, w Devon, w dystrykcie Exeter. W 2011 miejscowość liczyła 8682 mieszkańców. Alphington jest wspomniana w Domesday Book (1086) jako Alfintone/Alfintona.